# 포스트 대학교
포스트 대학교(Post University)는 코네티컷주 워터베리에 위치한 사립 대학이다. 1890년 포스트 칼리지(Post College)라는 교명으로 설립되었다. 1990년부터 2004년까지 일본 도쿄도의 데이쿄 대학과 연계했으며 그 기간 동안의 교명은 데이쿄 포스트 대학교(Teikyo Post University)를 사용했다. 위성센터들이 댄버리와 윌링퍼드의 메리덴에 위치해 있다.